# Tockus jacksoni
Tockus jacksoni là một loài chim trong họ Bucerotidae.